# Liste der Stolpersteine in Eschwege
Die Liste der Stolpersteine in Eschwege enthält alle Stolpersteine, die im Rahmen des gleichnamigen Kunst-Projekts von Gunter Demnig in Eschwege verlegt wurden. Mit ihnen soll an Opfer des Nationalsozialismus erinnert werden, die in Eschwege lebten und wirkten.

## Verlegte Stolpersteine
| Adresse                            | Name, Inschrift | Verlege- datum | Bild | Anmerkung |
| ---------------------------------- | --- | -------------- | --- | --- |
| Alter Steinweg 20a (Lage)          | Hier wohnte Minna Deichmann geb. Kahn Jg. 1870 deportiert 1942 Theresienstadt ermordet 8.3.1943                                                                        |                | der Stolperstein für Minna Deichmann | Minna Deichmann, geb. Kahn, geb. 2. Mai 1870 in Eschwege, verheiratet mit Aron Deichmann aus Leveste bei Hannover, deportiert am 6. September 1942 von Eschwege über Kassel nach Theresienstadt, ermordet 8. März 1943. |
| Alter Steinweg 21 (Lage)           | Hier wohnte Adolf Schiff Jg. 1888 deportiert 1941 Tot in Riga | 25. Jan. 2012  | der Stolperstein für Adolf Schiff | |
| Alter Steinweg 21 (Lage)           | Hier wohnte Gertrud Schiff Jg. 1930 deportiert 1941 Tot in Riga | 25. Jan. 2012  | der Stolperstein für Gertrud Schiff | |
| Alter Steinweg 21 (Lage)           | Hier wohnte Hilde Schiff geb. Stein Jg. 1930 deportiert 1941 Tot in Riga                                                                                               | 25. Jan. 2012  | der Stolperstein für Hilde Schiff | |
| Alter Steinweg 21 (Lage)           | Hier wohnte Jettchen Schiff geb. Hahn Jg. 1866 deportiert 1942 ermordet 1942 Treblinka                                                                                 | 25. Jan. 2012  | der Stolperstein für Jettchen Stein | |
| Alter Steinweg 29 (Lage)           | Hier wohnte Levi Bacharach Jg. 1867 gedemütigt/entrechtet Flucht in den Tod 27.8.1942                                                                                  | 11. März 2009  | der Stolperstein für Levi Bacharach | |
| Alter Steinweg 29 (Lage)           | Hier wohnte Adolf Neuhaus Jg. 1897 deportiert 1942 Theresienstadt ermordet 17.7.1943                                                                                   | 3. Aug. 2014   | der Stolperstein für Adolf Neuhaus | |
| Alter Steinweg 29 (Lage)           | Hier wohnte Emma Neuhaus geb. Steindler Jg. 1888 deportiert 1942 Theresienstadt 1944 Auschwitz ermordet                                                                | 3. Aug. 2014   | der Stolperstein für Emma Neuhaus | |
| Alter Steinweg 29 (Lage)           | Hier wohnte Anna Nanny Steindler geb. Rindsberg Jg. 1854 deportiert 1942 Theresienstadt ermordet 17.9.1942                                                             | 23. März 2018  | der Stolperstein für Anna Nanny Steindler | |
| Am Brauhaus 2 (Lage)               | Hier wohnte Else Habler Jg. 1926 deportiert 1941 ermordet 1942 Riga | 25. Jan. 2012  | der Stolperstein für Else Habler | |
| Am Brauhaus 2 (Lage)               | Hier wohnte Ephraim Habler Jg. 1930 deportiert 1941 ermordet 1942 Riga                                                                                                 | 25. Jan. 2012  | der Stolperstein für Ephraim Habler | |
| Am Brauhaus 2 (Lage)               | Hier wohnte Leib Habler Jg. 1890 deportiert 1941 ermordet 1942 Riga | 25. Jan. 2012  | der Stolperstein für Leib Habler | |
| Am Brauhaus 2 (Lage)               | Hier wohnte Regina Habler geb. Wagner Jg. 1889 deportiert 1941 ermordet 1942 Riga                                                                                      | 25. Jan. 2012  | der Stolperstein für Regina Habler | |
| An den Anlagen 2 (Lage)            | Hier wohnte Bertha Löwenstein geb. Katzenstein Jg. 1886 deportiert 1942 ermordet in Auschwitz                                                                          | 25. Jan. 2012  | der Stolperstein für Bertha Löwenstein | |
| An den Anlagen 2 (Lage)            | Hier wohnte Edith Löwenstein Jg. 1921 deportiert 1942 Schicksal unbekannt                                                                                              | 25. Jan. 2012  | der Stolperstein für Edith Löwenstein | |
| An den Anlagen 2 (Lage)            | Hier wohnte Gisela Levi Jg. 1925 deportiert 1942 ermordet 1943 Auschwitz                                                                                               | 25. Jan. 2012  | der Stolperstein für Gisela Levi | |
| An den Anlagen 2 (Lage)            | Hier wohnte Margot Levi geb. Lindenfeld Jg. 1890 deportiert 1942 Tot 1943 Theresienstadt                                                                               | 25. Jan. 2012  | der Stolperstein für Margot Levi | |
| An den Anlagen 2 (Lage)            | Hier wohnte Viktor Levi Jg. 1881 deportiert 1942 Tot 1943 Theresienstadt                                                                                               | 25. Jan. 2012  | der Stolperstein für Viktor Levi | |
| An den Anlagen 14a (Lage)          | Hier wohnte Dr. Carl Stern Jg. 1883 denunziert unfreiwillig verzogen 1933 Hamburg gedemütigt/entrechtet Flucht in den Tod 21.2.1935                                    | 3. Aug. 2014   | der Stolperstein für Carl Stern | |
| Bahnhofstraße 9 (Lage)             | Hier wohnte Anna Kahn geb. Levi Jg. 1896 deportiert 1942 Theresienstadt ermordet 24.8.1944                                                                             | 4. Nov. 2013   | der Stolperstein für Anna Kahn | |
| Bahnhofstraße 9 (Lage)             | Hier wohnte Hermann Kahn Jg. 1888 deportiert 1942 Theresienstadt ermordet 12.10.1944 Auschwitz                                                                         | 4. Nov. 2013   | der Stolperstein für Hermann Kahn | |
| Bahnhofstraße 26 (Lage)            | Hier wohnte Flora Klara Moses geb. Meyer Jg. 1897 deportiert 1941 Riga ermordet                                                                                        | 1. Dez. 2015   | der Stolperstein für Flora Klara Moses | |
| Bahnhofstraße 26 (Lage)            | Hier wohnte Paul Moses Jg. 1886 deportiert 1941 Łodz/Litzmannstadt ermordet Mai 1942 Chelmno/Kulmhof                                                                   | 1. Dez. 2015   | der Stolperstein für Paul Moses | |
| Beethovenstraße 25 (Lage)          | Hier wohnte Willy Ständer Jg. 1918 verhaftet 1940 Sachsenhausen 1941 Natzweiler ermordet 28.6.1944 Lublin                                                              | 3. Aug. 2014   | der Stolperstein für Willy Ständer | |
| Blauer Steinweg 13 (Lage)          | Hier wohnte Bernhard Heilbrunn Jg. 1883 deportiert 1941 Riga ermordet für tot erklärt                                                                                  | 10. Aug. 2009  | der Stolperstein für Bernhard Heilbrunn | |
| Blauer Steinweg 13 (Lage)          | Hier wohnte Leopold Heilbrunn Jg. 1889 deportiert 1941 Riga ermordet                                                                                                   | 10. Aug. 2009  | der Stolperstein für Leopold Heilbrunn | |
| Blauer Steinweg 13 (Lage)          | Hier wohnte Marga Heilbrunn Jg. 1927 deportiert 1941 Riga ermordet für tot erklärt                                                                                     | 10. Aug. 2009  | der Stolperstein für Marga Heilbrunn | |
| Blauer Steinweg 13 (Lage)          | Hier wohnte Rosa Heilbrunn geb. Goldschmidt Jg. 1880 deportiert 1941 Riga ermordet für tot erklärt                                                                     | 10. Aug. 2009  | der Stolperstein für Rosa Heilbrunn | |
| Blauer Steinweg 13 (Lage)          | Hier wohnte Siegwald Heilbrunn Jg. 1928 deportiert 1941 Riga ermordet für tot erklärt                                                                                  | 10. Aug. 2009  | der Stolperstein für Siegward Heilbrunn | |
| Brühl 43 (Lage)                    | Hier wohnte Babette Goldschmidt geb. Schlesinger Jg. 1887 deportiert 1942 tot in Theresienstadt                                                                        | 25. Jan. 2012  | der Stolperstein für Babette Goldschmidt | |
| Brühl 43 (Lage)                    | Hier wohnte Jakob Goldschmidt Jg. 1883 deportiert 1942 tot in Theresienstadt                                                                                           | 25. Jan. 2012  | der Stolperstein für Jakob Goldschmidt | |
| Brühl 43 (Lage)                    | Hier wohnte Jettchen Goldschmidt Jg. 1874 deportiert 1942 tot in Theresienstadt                                                                                        | 25. Jan. 2012  | der Stolperstein für Jettchen Goldschmidt | |
| Brühl 43 (Lage)                    | Hier wohnte Sara Schlesinger Jg. 1870 deportiert 1942 tot in Theresienstadt                                                                                            | 25. Jan. 2012  | der Stolperstein für Sara Schlesinger | |
| Forstgasse 10 (Lage)               | Hier wohnte Karoline Pappenheim Jg. 1860 deportiert 1942 Theresienstadt ermordet 11.10.1942                                                                            | ...            | der Stolperstein für Karoline Pappenheim | |
| Forstgasse 13 (Lage)               | Hier wohnte Bella Müller geb. Meyberg Jg. 1877 deportiert 1942 Izbica ermordet 3.6.1942 Sobibor                                                                        | ...            | der Stolperstein für Bella Müller | |
| Forstgasse 13 (Lage)               | Hier wohnte Hermann Müller Jg. 1878 deportiert 1942 Izbica ermordet 3.6.1942 Sobibor                                                                                   | ...            | der Stolperstein für Hermann Müller | |
| Forstgasse 13 (Lage)               | Hier wohnte Meyer Meyberg Jg. 1862 deportiert 1942 Theresienstadt ermordet 1942 Treblinka                                                                              | ...            | der Stolperstein für Meyer Meyberg | |
| Forstgasse 13 (Lage)               | Hier wohnte Josef Rawitscher Jg. 1876 deportiert 1941 Riga ermordet | 11. März 2009  | der Stolperstein für Josef Rawitscher | |
| Forstgasse 13 (Lage)               | Hier wohnte Emma Narewczewitz geb. Stern Jg. 1853 deportiert 1942 Theresienstadt ermordet 3.3.1943                                                                     | 23. März 2018  | der Stolperstein für Emma Narewchewitz | |
| Forstgasse 13 (Lage)               | Hier wohnte Erich Narewczewitz Jg. 1893 deportiert 1942 Theresienstadt ermordet 16.12.1943                                                                             | 23. März 2018  | der Stolperstein für Erich Narewczewitz | |
| Forstgasse 13 (Lage)               | Hier wohnte Gertrud Narewczewitz geb. Dalberg Jg. 1903 deportiert 1942 Theresienstadt befreit                                                                          | 23. März 2018  | der Stolperstein für Gertrud Narewczewitz | |
| Forstgasse 13 (Lage)               | Hier wohnte Robert Narewczewitz Jg. 1935 deportiert 1942 Theresienstadt befreit                                                                                        | 23. März 2018  | der Stolperstein für Robert Narewczewitz | |
| Forstgasse 17 (Lage)               | Hier wohnte Ilse Rawitscher Jg. 1937 deportiert 1941 ermordet in Riga                                                                                                  | 11. März 2009  | der Stolperstein für Ilse Rawitscher | |
| Forstgasse 17 (Lage)               | Hier wohnte Rolf Rawitscher Jg. 1935 deportiert 1941 ermordet in Riga                                                                                                  | 11. März 2009  | der Stolperstein für Rolf Rawitscher | |
| Forstgasse 17 (Lage)               | Hier wohnte Friedrich Katzenstein Jg. 1888 gedemütigt/entrechtet Flucht in den Tod 30.5.1942                                                                           | 13. März 2009  | der Stolperstein für Friedrich Katzenstein | |
| Forstgasse 17 (Lage)               | Hier wohnte Margarete Katzenstein geb. Loose Jg. 1888 deportiert 1942 ermordet in Theresienstadt                                                                       | 13. März 2009  | der Stolperstein für Margarete Katzenstein | |
| Forstgasse 17 (Lage)               | Hier wohnte Alfred Rawitscher Jg. 1904 deportiert 1941 ermordet in Riga                                                                                                | ...            | | |
| Forstgasse 17 (Lage)               | Hier wohnte Erna Rawitscher geb. Levi Jg. 1904 deportiert 1941 ermordet in Riga                                                                                        | ...            | | |
| Forstgasse 18 (Lage)               | Hier wohnte Bertha Kahn Jg. 1881 deportiert 1942 ermordet in Theresienstadt                                                                                            | ...            | der Stolperstein für Bertha Kahn | |
| Forstgasse 20 (Lage)               | Hier wohnte Frieda Kahn Jg. 1887 deportiert 1942 Izbica ermordet Sobibor                                                                                               | 3. Aug. 2014   | der Stolperstein für Frieda Kahn | |
| Friedrich-Wilhelm-Straße 4 (Lage)  | Hier wohnte Bruno Doernberg Jg. 1888 verschiedene Heilanstalten verlegt 1.10.1940 Landes-Pflegeanstalt Brandenburg ermordet 1.10.1940 Aktion T4                        | 3. Aug. 2014   | der Stolperstein für Bruno Doernberg | |
| Friedrich-Wilhelm-Straße 14 (Lage) | Hier wohnte Rosa Freund geb. Löbenstein Jg. 1885 deportiert 1941 Riga ermordet                                                                                         | 26. Mai 2010   | der Stolperstein für Rosa Freund | |
| Friedrich-Wilhelm-Straße 14 (Lage) | Hier wohnte Baruch Löbenstein Jg. 1881 deportiert 1941 Riga ermordet                                                                                                   | 26. Mai 2010   | der Stolperstein für Baruch Löbenstein | |
| Friedrich-Wilhelm-Straße 14 (Lage) | Hier wohnte Helene Löbenstein geb. Gottlieb Jg. 1890 deportiert 1941 Riga ermordet 1944 in Stutthof                                                                    | 26. Mai 2010   | der Stolperstein für Helene Löbenstein | |
| Friedrich-Wilhelm-Straße 14 (Lage) | Hier wohnte Rosalie Löbenstein geb. Jacobson Jg. 1875 deportiert 1942 Theresienstadt ermordet                                                                          | 26. Mai 2010   | der Stolperstein für Rosalie Löbenstein | |
| Friedrich-Wilhelm-Straße 14 (Lage) | Hier wohnte Ruben Löbenstein Jg. 1865 deportiert 1942 Theresienstadt ermordet                                                                                          | 26. Mai 2010   | der Stolperstein für Ruben Löbenstein | |
| Friedrich-Wilhelm-Straße 14 (Lage) | Hier wohnte Isfried Freund Jg. 1879 Flucht 1935 Frankreich interniert Drancy deportiert 1943 Majdanek ermordet                                                         | 22. Aug. 2024  | | |
| Friedrich-Wilhelm-Straße 17 (Lage) | Hier wohnte Erna Kaiser geb. Pappenheim Jg. 1900 deportiert 1941 Riga ???                                                                                              | 21. Juni 2011  | der Stolperstein für Erna Kaiser | |
| Friedrich-Wilhelm-Straße 17 (Lage) | Hier wohnte Siegbert KaiserJg. 1903 deportiert 1941 ermordet in Bergen-Belsen                                                                                          | 21. Juni 2011  | der Stolperstein für Siegbert Kaiser | |
| Friedrich-Wilhelm-Straße 17 (Lage) | Hier wohnte Paula Pappenheim geb. Kahn Jg. 1870 deportiert 1941 Riga ???                                                                                               | 21. Juni 2011  | der Stolperstein für Paula Pappenheim | |
| Friedrich-Wilhelm-Straße 21 (Lage) | Hier wohnte Else Levi geb. Rothenberg Jg. 1882 deportiert 1941 Riga ermordet                                                                                           | ...            | der Stolperstein für Else Levi | |
| Friedrich-Wilhelm-Straße 23 (Lage) | Hier wohnte Franziska Lang geb. Plaut Jg. 1863 deportiert 1942 Theresienstadt ermordet 24.10.1942                                                                      | 4. Nov. 2013   | der Stolperstein für Franziska Lang | |
| Friedrich-Wilhelm-Straße 23 (Lage) | Hier wohnte Fritz Lang Jg. 1876 gedemütigt/entrechtet Flucht in den Tod 13.8.1939                                                                                      | 4. Nov. 2013   | der Stolperstein für Fritz Lang | |
| Friedrich-Wilhelm-Straße 24 (Lage) | Hier wohnte Rosa Döllefeld geb. Ehrlich Jg. 1894 deportiert 1941 Riga 1944 Stolp Stutthof Cap Arcona ermordet 3.4.1945 Neustädter Bucht                                | 26. Mai 2010   | der Stolperstein für Rosa Döllefeld | |
| Friedrich-Wilhelm-Straße 24 (Lage) | Hier wohnte Bernhard Ehrlich Jg. 1896 deportiert 1941 Riga ermordet | 26. Mai 2010   | der Stolperstein für Bernhard Ehrlich | |
| Friedrich-Wilhelm-Straße 24 (Lage) | Hier wohnte Frieda Ehrlich Jg. 1899 deportiert 1941 Riga ermordet | 26. Mai 2010   | der Stolperstein für Frieda Ehrlich | |
| Friedrich-Wilhelm-Straße 24 (Lage) | Hier wohnte Ilse Ehrlich Jg. 1901 deportiert 1941 Riga ermordet | 26. Mai 2010   | der Stolperstein für Ilse Ehrlich | |
| Friedrich-Wilhelm-Straße 24 (Lage) | Hier wohnte Simon Kahn Jg. 1866 deportiert 1942 Theresienstadt ermordet 1944                                                                                           | 26. Mai 2010   | der Stolperstein für Simon Kahn | |
| Friedrich-Wilhelm-Straße 24 (Lage) | Hier wohnte Emmy Neuhahn geb. Stein Jg. 1887 deportiert 1942 Theresienstadt ermordet                                                                                   | 26. Mai 2010   | der Stolperstein für Emmy Neuhahn | |
| Friedrich-Wilhelm-Straße 24 (Lage) | Hier wohnte Frieda Neuhahn Jg. 1890 deportiert 1942 Sobibor ermordet                                                                                                   | 26. Mai 2010   | der Stolperstein für Frieda Neuhahn | |
| Friedrich-Wilhelm-Straße 24 (Lage) | Hier wohnte Moritz Neuhahn Jg. 1882 deportiert 1942 Theresienstadt ermordet                                                                                            | 26. Mai 2010   | der Stolperstein für Moritz Neuhahn | |
| Friedrich-Wilhelm-Straße 24 (Lage) | Hier wohnte Alma Steinhardt geb. Gassenheimer Jg. 1877 deportiert 1942 Theresienstadt ermordet                                                                         | 26. Mai 2010   | der Stolperstein für Alma Steinhardt | |
| Friedrich-Wilhelm-Straße 24 (Lage) | Hier wohnte Dr. Wilhelm Kahn Jg. 1903 verzogen Berlin gedemütigt/entrechtet Flucht in den Tod 30. März 1933                                                            | 22. Aug. 2024  | | |
| Friedrich-Wilhelm-Straße 24 (Lage) | Hier wohnte Irmgard Kahn verh. Klinger Jg. 1916 Flucht 1938 USA | 22. Aug. 2024  | | |
| Friedrich-Wilhelm-Straße 33 (Lage) | Hier wohnte Frieda Isenberg geb. Schwab Jg. 1883 deportiert 1941 Riga ermordet                                                                                         | 4. Nov. 2013   | der Stolperstein für Frieda Isenberg | |
| Friedrich-Wilhelm-Straße 33 (Lage) | Hier wohnte Leopold Isenberg Jg. 1881 deportiert 1941 Riga ermordet | 4. Nov. 2013   | der Stolperstein für Leopold Isenberg | |
| Friedrich-Wilhelm-Straße 40–42     | Reichensächser Str. 21 wohnte Moritz Werner Jg. 1888 Mitinhaber von L. S. Brinkmann Firma 1938 'arisiert' Flucht 1938 England                                          | 22. Aug. 2024  | | |
| Friedrich-Wilhelm-Straße 40–42     | Reichensächser Str. 21 wohnte Jenny Werner geb. Kahn Jg. 1894 Flucht 1938 England                                                                                      | 22. Aug. 2024  | | |
| Friedrich-Wilhelm-Straße 40–42     | Reichensächser Str. 21 wohnte Max Heinz Werner Jg. 1922 Flucht 1937 Schweiz                                                                                            | 22. Aug. 2024  | | |
| Friedrich-Wilhelm-Straße 40–42     | Obere Friedenstraße 19 wohnte Julius Löwenthal Jg. 1874 Mitinhaber von L. S. Brinkmann Firma 1938 'arisiert' Flucht 1938 USA                                           | 22. Aug. 2024  | | |
| Friedrich-Wilhelm-Straße 40–42     | Obere Friedenstraße 19 wohnte Else Löwenthal geb. Werner Jg. 1883 Flucht 1938 USA                                                                                      | 22. Aug. 2024  | | |
| Friedrich-Wilhelm-Straße 40–42     | Obere Friedenstraße 19 wohnte Herbert Löwenthal Jg. 1909 Flucht 1935 USA                                                                                               | 22. Aug. 2024  | | |
| Friedrich-Wilhelm-Straße 40–42     | Obere Friedenstraße 19 wohnte Hilda Löwenthal Jg. 1911 Flucht 1933 Schweiz                                                                                             | 22. Aug. 2024  | | |
| Friedrich-Wilhelm-Straße 40–42     | Obere Friedenstraße 19 wohnte Karl Werner Löwenthal Jg. 1918 Flucht 1938 England                                                                                       | 22. Aug. 2024  | | |
| Friedrich-Wilhelm-Straße 44 (Lage) | Hier wohnte Martha Cahn geb. Herzfeld Jg. 1869 deportiert 1942 Theresienstadt ermordet 1.10.1942 Treblinka                                                             | 11. Mai 2013   | der Stolperstein für Martha Cahn | |
| Friedrich-Wilhelm-Straße 44 (Lage) | Hier wohnte Toni Clara Cahn Jg. 1896 deportiert 1942 Schicksal unbekannt                                                                                               | 11. Mai 2013   | der Stolperstein für Toni Clara Cahn | |
| Friedrich-Wilhelm-Straße 48 (Lage) | Hier wohnte Abraham Goldbach Jg. 1880 deportiert 1941 Riga ermordet | 4. Nov. 2013   | der Stolperstein für Abraham Goldbach | |
| Friedrich-Wilhelm-Straße 48 (Lage) | Hier wohnte Luise Goldbach geb. Müller Jg. 1894 deportiert 1941 Riga ermordet 25.11.1944 Stutthof                                                                      | 4. Nov. 2013   | der Stolperstein für Luise Goldbach | |
| Friedrich-Wilhelm-Straße 48 (Lage) | Hier wohnte Johanna Himmelstern geb. Bernstein Jg. 1886 verhaftet 1941 Ravensbrück 'verlegt’ 1942 Heil- und Pflegeanstalt Bernburg-Saale ermordet 11.3.1942            | 4. Nov. 2013   | der Stolperstein für Johanna Himmelstern | |
| Friedrich-Wilhelm-Straße 48 (Lage) | Hier wohnte Max Himmelstern Jg. 1877 verhaftet 1941 Dachau ermordet 15.6.1942                                                                                          | 4. Nov. 2013   | der Stolperstein für Max Himmelstern | |
| Friedrich-Wilhelm-Straße 52 (Lage) | Hier wohnte Grete Oppenheim geb. Ehrlich Jg. 1906 deportiert 1944 ermordet in Auschwitz                                                                                | 4. Nov. 2013   | der Stolperstein für Grete Oppenheim | |
| Friedrich-Wilhelm-Straße 52 (Lage) | Hier wohnte Susanne Oppenheim Jg. 1936 deportiert 1942 Auschwitz ermordet Jan. 1943                                                                                    | 4. Nov. 2013   | der Stolperstein für Susanne Oppenheim | |
| Friedrich-Wilhelm-Straße 52 (Lage) | Hier wohnte Theodor Oppenheim Jg. 1905 deportiert 1943 Auschwitz ermordet Nov. 1943                                                                                    | 4. Nov. 2013   | der Stolperstein für Theodor Oppenheim | |
| Gebrüderstraße 1 (Lage)            | Hier wohnte Alfred Lomnitz Jg. 1892 Flucht 1933 England | 1. Dez. 2015   | der Stolperstein für Alfred Lomnitz | |
| Hindenlangstraße 1a (Lage)         | Hier wohnte Georg Narewczewitz Dr. Georg Narewczewitz Jg. 1891 unfreiwillig verzogen 1936 Frankfurt Berufsverbot Flucht 1939 England                                   | 23. März 2018  | der Stolperstein für Georg Narewczewitz | |
| Hindenlangstraße 1a (Lage)         | Hier wohnte Mathilde Marga Narewczewitz Jg. 1920 Flucht 1939 England                                                                                                   | 23. März 2018  | der Stolperstein für Mathilde Marga Narewczewitz | |
| Hindenlangstraße 1a (Lage)         | Hier wohnte Minna Edith Narewczewitz Jg. 1921 Flucht 1939 England | 23. März 2018  | der Stolperstein für Minna Edith Narewczewitz | |
| Hindenlangstraße 1a (Lage)         | Hier wohnte Sophie Narewczewitz geb. Plaut Jg. 1896 Flucht 1939 England                                                                                                | 23. März 2018  | der Stolperstein für Sophie Narewczewitz | |
| Hindenlangstraße 1a (Lage)         | Hier wohnte Alfred Plaut Jg. 1898 deportiert 1941 Riga ermordet | ...            | der Stolperstein für Alfred Plaut | |
| Hindenlangstraße 1a (Lage)         | Hier wohnte Lothar Plaut Jg. 1934 deportiert 1941 Riga ermordet | ...            | der Stolperstein für Lothar Plaut | |
| Hindenlangstraße 1a (Lage)         | Hier wohnte Rosa Plaut geb. Baumgart Jg. 1896 deportiert 1941 Riga ermordet                                                                                            | ...            | der Stolperstein für Rosa Plaut | |
| Hindenlangstraße 1a (Lage)         | Hier wohnte Victor Plaut Jg. 1866 deportiert 1941 Riga ermordet | ...            | der Stolperstein für Victor Plaut | |
| Hindenlangstraße 1a (Lage)         | Hier wohnte Paula Wolf geb. Rothschild Jg. 1894 deportiert 1941 Riga ermordet                                                                                          | ...            | der Stolperstein für Paula Wolf | |
| Hospitalplatz 6 (Lage)             | Hier wohnte David Kahn Jg. 1868 deportiert 1942 Theresienstadt ermordet 31.12.1942                                                                                     | 3. Aug. 2014   | der Stolperstein für David Kahn | |
| Hospitalplatz 6 (Lage)             | Hier wohnte Sidonie Kahn geb. Tannenbaum Jg. 1869 deportiert 1942 Theresienstadt ermordet 22.2.1943                                                                    | 3. Aug. 2014   | der Stolperstein für Sidonie Kahn | |
| Humboldtstraße 4 (Lage)            | Hier wohnte David Cohen Jg. 1886 deportiert 1941 ermordet 1945 Stutthof                                                                                                | 25. Jan. 2012  | der Stolperstein für David Cohen | |
| Humboldtstraße 4 (Lage)            | Hier wohnte Martha Cohen geb. Katzenstein Jg. 1888 deportiert 1941 ermordet 1945 Stutthof                                                                              | 25. Jan. 2012  | der Stolperstein für Martha Cohen | |
| Humboldtstraße 4 (Lage)            | Hier wohnte Fanny Katzenstein geb. Kahn Jg. 1855 deportiert 1942 Schicksal unbekannt                                                                                   | 25. Jan. 2012  | der Stolperstein für Fanny Katzenstein | |
| Klosterstraße 20 (Lage)            | Hier wohnte Hermann Reiss Jg. 1910 eingewiesen 1936 Heilanstalt Haina 'verlegt’ 7.7.1941 Hadamar ermordet 7.7.1941 Aktion T4                                           | 3. Aug. 2014   | der Stolperstein für Hermann Reiss | |
| Neuer Steinweg 9 (Lage)            | Hier wohnte Rafael Frenkel Jg. 1874 deportiert 1941 Riga ermordet | 3. Aug. 2014   | der Stolperstein für Rafael Frenkel | |
| Neuer Steinweg 9 (Lage)            | Hier wohnte Rosa Frenkel geb. Strupp Jg. 1880 deportiert 1941 Riga ermordet                                                                                            | 3. Aug. 2014   | der Stolperstein für Rosa Frenkel | |
| Neuer Steinweg 9 (Lage)            | Hier wohnte Edith Kahn verh. Narewczewitz Jg. 1907 deportiert 1943 Auschwitz ermordet                                                                                  | 22. Aug. 2024  | | |
| Neuer Steinweg 9 (Lage)            | Hier wohnte Elsa Kahn geb. Falkenfeld Jg. 1880 verzogen Berlin deportiert 1943 Theresienstadt ermordet 7.5.1943                                                        | 22. Aug. 2024  | | |
| Neuer Steinweg 9 (Lage)            | Hier wohnte Hans-Peter Kahn Jg. 1912 Flucht Schweiz USA | 22. Aug. 2024  | | |
| Niederhoner Str. 54 (Lage)         | Hier wohnte Julius Kahn Jg. 1883 deportiert 1942 ermordet in Auschwitz                                                                                                 | 21. Juni 2011  | der Stolperstein für Julius Kahn | |
| Niederhoner Str. 54 (Lage)         | Hier wohnte Selma Kahn geb. Neuhahn Jg. 1885 deportiert 1942 ermordet in Auschwitz                                                                                     | 21. Juni 2011  | der Stolperstein für Selma Kahn | |
| Obere Friedenstraße 20 (Lage)      | Hier wohnte Alfred Abraham Katin Jg. 1883 Flucht 1939 Holland interniert 1943 Westerbork deportiert 1944 KZ Bergen-Belsen ermordet 24.1.1945                           | 22. Aug. 2024  | | |
| Obere Friedenstraße 20 (Lage)      | Hier wohnte Ida Katin geb. Katzenstein Jg. 1886 Flucht 1939 Holland interniert 1943 Westerbork deportiert 1944 KZ Bergen-Belsen ermordet 26.12.1944                    | 22. Aug. 2024  | | |
| Obere Friedenstraße 20 (Lage)      | Hier wohnte Erich Katin Jg. 1910 Flucht 1934 Holland USA | 22. Aug. 2024  | | |
| Obere Friedenstraße 20 (Lage)      | Hier wohnte Edith Katin verh. Fuchs Jg. 1913 Flucht 1936 Palästina | 22. Aug. 2024  | | |
| Obermarkt 20 (Lage)                | Hier wohnte Elsa Bibrowski geb. Luss Jg. 1902 deportiert 1941 ermordet in Riga                                                                                         | 11. März 2009  | der Stolperstein für Elsa Bibrowski | |
| Obermarkt 20 (Lage)                | Hier wohnte Esther Helma Bibrowski Jg. 1935 deportiert 1941 ermordet in Riga                                                                                           | 11. März 2009  | der Stolperstein für Esther Helma Bibrowski | |
| Obermarkt 20 (Lage)                | Hier wohnte Uscher Bibrowski Jg. 1896 deportiert 1941 ermordet in Riga                                                                                                 | 11. März 2009  | der Stolperstein für Uscher Bibrowski | |
| Reichensächser Straße 6 (Lage)     | Hier wohnte Babette Werthan geb. Hermann Jg. 1861 deportiert 1942 Theresienstadt ermordet 1942 Treblinka                                                               | ...            | der Stolperstein für Babette Werthan | |
| Reichensächser Straße 8 (Lage)     | Hier wohnte Bertha Kahn geb. Aronsohn Jg. 1865 deportiert 1942 tot 1942 Theresienstadt                                                                                 | 25. Jan. 2012  | der Stolperstein für Bertha Kahn | |
| Reichensächser Straße 8 (Lage)     | Hier wohnte Paula Löwenstein geb. Bacharach Jg. 1901 deportiert 1942 ermordet 1944 Auschwitz                                                                           | 25. Jan. 2012  | der Stolperstein für Paula Löwenstein | |
| Reichensächser Straße 8 (Lage)     | Hier wohnte Willy Löwenstein Jg. 1892 deportiert 1942 ermordet 1944 Auschwitz                                                                                          | 25. Jan. 2012  | der Stolperstein für Willy Löwenstein | |
| Reichensächser Straße 8 (Lage)     | Hier wohnte Henriette Plaut geb. Katzenstein Jg. 1858 deportiert 1942 tot 1942 Theresienstadt                                                                          | 25. Jan. 2012  | der Stolperstein für Henriette Plaut | |
| Reichensächser Straße 8 (Lage)     | Hier wohnte Dr. Siegmund Doernberg Jg. 1880 Flucht 1939 Chile | 22. Aug. 2024  | | |
| Reichensächser Straße 8 (Lage)     | Hier wohnte Käthe Doernberg geb. Kahn Jg. 1880 Flucht 1939 Chile | 22. Aug. 2024  | | |
| Reichensächser Straße 8 (Lage)     | Hier wohnte Mathilde Kahn geb. Hesse Jg. 1857 deportiert 1942 Theresienstadt ermordet 12.9.1942                                                                        | 22. Aug. 2024  | | |
| Reichensächser Straße 10 (Lage)    | Hier wohnte Irmtraud Lieberknecht Jg. 1932 eingewiesen 10.1.1941 Heilanstalt Hephata 'verlegt’ 1.3.1944 Heilanstalt Stadtroda 'Kinderfachabteilung' ermordet 20.6.1944 | 17. März 2017  | der Stolperstein für Irmtraud Lieberknecht | |
| Reichensächser Straße 29 (Lage)    | Hier wohnte Heinemann Rieberg Jg. 1887 deportiert 1942 ermordet 1944 Auschwitz                                                                                         | 25. Jan. 2012  | der Stolperstein für Heinemann Rieberg | |
| Reichensächser Straße 29 (Lage)    | Hier wohnte Irma Rieberg geb. Sommer Jg. 1894 deportiert 1942 ermordet 1944 Auschwitz                                                                                  | 25. Jan. 2012  | der Stolperstein für Irma Rieberg | |
| Reichensächser Straße 29 (Lage)    | Hier wohnte Lore Rieberg Jg. 1923 deportiert 1943 ermordet in Auschwitz                                                                                                | 25. Jan. 2012  | der Stolperstein für Lore Rieberg | |
| Schildgasse 7 (Lage)               | Hier wohnte Rosa Stiefel geb. Seelig Jg. 1880 deportiert 1942 Izbica ermordet 3.6.1942 Sobibor                                                                         | 11. März 2009  | der Stolperstein für Rosa Stiefel | |
| Schildgasse 12 (Lage)              | Hier wohnte Hermann Ullmann Jg. 1879 verhaftet 10.11.1938 Buchenwald ermordet 5.12.1938                                                                                | 13. März 2009  | der Stolperstein für Hermann Ullmann | |
| Schillerstraße 4 (Lage)            | Hier wohnte Dagobert Cohen Jg. 1894 deportiert 1941 Riga ermordet | 26. Mai 2010   | der Stolperstein für Dagobert Cohen | |
| Schillerstraße 4 (Lage)            | Hier wohnte Ingeborg Cohen Jg. 1931 deportiert 1941 Riga ermordet | 26. Mai 2010   | der Stolperstein für Ingeborg Cohen | |
| Schillerstraße 4 (Lage)            | Hier wohnte Isfried Cohen Jg. 1927 deportiert 1941 Riga ermordet | 26. Mai 2010   | der Stolperstein für Isfried Cohen | |
| Schillerstraße 4 (Lage)            | Hier wohnte Laura Cohen geb. Heilbrunn Jg. 1896 deportiert 1941 Riga ermordet                                                                                          | 26. Mai 2010   | der Stolperstein für Laura Cohen | |
| Schillerstraße 4 (Lage)            | Hier wohnte Siegbert Cohen Jg. 1929 deportiert 1941 Riga ermordet | 26. Mai 2010   | der Stolperstein für Siegbert Cohen | |
| Schillerstraße 8 (Lage)            | Hier wohnte Gisela Katzenstein geb. Silber Jg. 1892 deportiert 1943 Auschwitz ermordet                                                                                 | 21. Juni 2011  | der Stolperstein für Gisela Katzenstein | |
| Schillerstraße 8 (Lage)            | Hier wohnte Hannelore Katzenstein Jg. 1923 deportiert 1943 Auschwitz ermordet                                                                                          | 21. Juni 2011  | der Stolperstein für Hannelore Katzenstein | |
| Schillerstraße 8 (Lage)            | Hier wohnte Julius Katzenstein Jg. 1885 verhaftet 1938 ermordet in Buchenwald                                                                                          | 21. Juni 2011  | der Stolperstein für Julius Katzenstein | |
| Schillerstraße 8 (Lage)            | Hier wohnte Ilse Lewinsohn geb. Plaut Jg. 1900 deportiert 1943 Auschwitz ermordet                                                                                      | 21. Juni 2011  | der Stolperstein für Ilse Lewinsohn | |
| Schillerstraße 8 (Lage)            | Hier wohnte Lucie Plaut geb. Kahn Jg. 1877 deportiert 1942 Theresienstadt ermordet in Treblinka                                                                        | 21. Juni 2011  | der Stolperstein für Lucie Plaut | |
| Schillerstraße 8 (Lage)            | Hier wohnte Nanny Sommer Jg. 1897 deportiert 1942 Theresienstadt ermordet 29.9.1942                                                                                    | 3. Aug. 2014   | der Stolperstein für Nanny Sommer | |
| Schillerstraße 8 (Lage)            | Hier wohnte Hermann Plaut Jg. 1884 deportiert 1942 Ghetto Riga ermordet                                                                                                | 22. Aug. 2024  | | |
| Schlossplatz 6 (Lage)              | Hier wohnte Josef Katzenstein Jg. 1884 Flucht 1938 USA | 22. Aug. 2024  | Bild gesucht Der Benutzer GeorgDerReisende ( Diskussion ) wünscht sich an dieser Stelle ein Bild vom Ort mit diesen Koordinaten 51.188259 10.053628 . Motiv: Schlossplatz 6: die Stolpersteine für Josef Katzenstein Falls du dabei helfen möchtest, erklärt die Anleitung , wie das geht. BW | |
| Schlossplatz 6 (Lage)              | Hier wohnte Rosa Katzenstein geb. Stern Jg. 1895 Flucht 1938 USA | 22. Aug. 2024  | | |
| Schlossplatz 6 (Lage)              | Hier wohnte Fritz Katzenstein Jg. 1921 unfreiwillig verzogen 1936 Frankfurt/Main Flucht 1938 USA                                                                       | 22. Aug. 2024  | | |
| Schlossplatz 6 (Lage)              | Hier wohnte Rolf Katzenstein Jg. 1922 unfreiwillig verzogen 1937 Gelsenkirchen Flucht 1938 USA                                                                         | 22. Aug. 2024  | | |
| Schlossplatz 6 (Lage)              | Hier wohnte Ludwig Katzenstein Jg. 1924 Flucht 1938 USA | 22. Aug. 2024  | | |
| Schlossplatz 8 (Lage)              | Hier wohnte Ludwig Pappenheim Jg. 1887 SPD Politiker verhaftet 1933 Neusustrum ermordet 1934                                                                           | 21. Juni 2011  | der Stolperstein für Ludwig Pappenheim | |
| Schulstraße 3 (Lage)               | Hier wohnte Erich Neumann Jg. 1908 Flucht 1938 England | 17. März 2017  | der Stolperstein für Erich Neumann | |
| Schulstraße 3 (Lage)               | Hier wohnte Franziska Fränze Neumann geb. Müller Jg. 1909 deportiert 1943 ermordet in Auschwitz                                                                        | 17. März 2017  | der Stolperstein für Franziska Fränze Neumann | |
| Schulstraße 3 (Lage)               | Hier wohnte Ludwig Lutz Neumann Jg. 1934 deportiert 1943 ermordet in Auschwitz                                                                                         | 17. März 2017  | der Stolperstein für Ludwig Lutz Neumann | |
| Schulstraße 3 (Lage)               | Hier wohnte Wolfgang Neumann Jg. 1936 deportiert 1943 ermordet in Auschwitz                                                                                            | 17. März 2017  | der Stolperstein für Wolfgang Neumann | |
| Schulstraße 3 (Lage)               | Hier wohnte Jakob Prag Jg. 1901 deportiert 1942 Izbica ermordet 3.6.1942 Sobibor                                                                                       | 3. Aug. 2014   | der Stolperstein für Jakob Prag | |
| Schulstraße 3 (Lage)               | Hier wohnte Mathilde Prag geb. Weiss Jg. 1866 deportiert 1942 Theresienstadt ermordet in Treblinka                                                                     | 3. Aug. 2014   | der Stolperstein für Mathilde Prag | |
| Stad 23 (Lage)                     | Hier wohnte Minna Doernberg geb. Dinkelspüler Jg. 1888 deportiert 1942 Theresienstadt ermordet 23.1.1943                                                               | 13. März 2009  | der Stolperstein für Minna Doernberg | |
| Stad 25 (Lage)                     | Hier wohnte Bertha Ehrlich geb. Meyerhof Jg. 1877 deportiert 1942 ermordet Treblinka                                                                                   | ...            | der Stolperstein für Bertha Ehrlich | |
| Stad 25 (Lage)                     | Hier wohnte Leopold Ehrlich Jg. 1866 deportiert 1942 ermordet Treblinka                                                                                                | ...            | der Stolperstein für Leopold Ehrlich | |
| Stad 27/29 (Lage)                  | Hier wohnte Isidor Cahn Jg. 1868 deportiert 1942 Sobibor ermordet | 26. Mai 2010   | der Stolperstein für Isidor Cahn | |
| Stad 27/29 (Lage)                  | Hier wohnte Dr. Grete Kahn Jg. 1880 deportiert 1942 Trawniki ermordet                                                                                                  | 26. Mai 2010   | der Stolperstein für Grete Kahn | |
| Stad 27/29 (Lage)                  | Hier wohnte Paula Spangenthal geb. Stern Jg. 1875 deportiert 1942 Theresienstadt ermordet                                                                              | ...            | der Stolperstein für Paula Spangenthal | |
| Stresemannstraße 1 (Lage)          | Hier wohnte Paul Westheim Jg. 1886 Flucht 1933 Frankreich Mexiko | 1. Dez. 2015   | der Stolperstein für Paul Westheim | |
| Vor dem Brückentor 4 (Lage)        | Hier wohnte Richard Altschul Jg. 1873 'Schutzhaft’ 1942 Arbeitserziehungslager Breitenau deportiert 1943 Auschwitz ermordet 30.10.1943                                 | 17. März 2017  | der Stolperstein für Richard Altschul | |
| Wallgasse 12 (Lage)                | Hier wohnte Henriette Blach Jg. 1911 deportiert 1941 Riga ermordet | 10. Aug. 2009  | der Stolperstein für Henriette Blach | |
| Wallgasse 12 (Lage)                | Hier wohnte Hermann Blach Jg. 1875 deportiert 1941 Riga ermordet | 10. Aug. 2009  | der Stolperstein für Hermann Blach | |
| Wallgasse 12 (Lage)                | Hier wohnte Irma Blach Jg. 1908 deportiert 1941 Riga ermordet | 10. Aug. 2009  | der Stolperstein für Irma Blach | |
| Wallgasse 12 (Lage)                | Hier wohnte Recha Blach geb. Blach Jg. 1877 deportiert 1941 Riga ermordet                                                                                              | 10. Aug. 2009  | der Stolperstein für Recha Blach | |
| Wallgasse 18 (Lage)                | Hier wohnte Clara Heilbrunn geb. Stein Jg. 1885 deportiert 1941 Riga ermordet                                                                                          | 10. Aug. 2009  | der Stolperstein für Clara Heilbrunn | |
| Wallgasse 18 (Lage)                | Hier wohnte Ferdinand Heilbrunn Jg. 1875 deportiert 1941 Riga ermordet                                                                                                 | 10. Aug. 2009  | der Stolperstein für Ferdinand Heilbrunn | |
| Wallgasse 18 (Lage)                | Hier wohnte Viktor Heilbrunn Jg. 1906 eingewiesen Heilanstalt Haina 'verlegt’ 1.10.1940 Brandenburg ermordet 1.10.1940 Aktion T4                                       | 21. Juni 2011  | der Stolperstein für Viktor Heilbrunn | |
| Wallgasse 18 (Lage)                | Hier wohnte Erich Heilbrunn Jg. 1912 Flucht 1933 England 1935 Palästina                                                                                                | 22. Aug. 2024  | | |
| Wallgasse 18 (Lage)                | Hier wohnte Grete Heilbrunn verh. Körner Jg. 1907 verzogen Jena deportiert 1945 Theresienstadt befreit                                                                 | 22. Aug. 2024  | | |